# Бурк, Ричард (генерал-губернатор Индии)
Ричард Саусуэлл Бурк, 6-й граф Мейо (англ. Richard Bourke, 6th Earl of Mayo) 21 февраля 1822, Дублин — 8 февраля 1872, Порт-Блэр) 21 февраля 1822, Дублин — 8 февраля 1872, Порт-Блэр) — англо-ирландский дворянин и политический деятель Консервативной партии из Дублина, Ирландия. Он носил титул учтивости — лорд Нейс (англ. Lord Naas с 1842 по 1867 год.

## Детство и образование
Родился 21 февраля 1822 года в Дублине. Старший сын Роберта Бурка, 5-го графа Мейо (1797—1867), и его жены Энн Шарлотты (? — 1867), дочери Джона Джоселина. Его младший брат Роберт Бурк (1827—1902) также был успешным политиком. Ричард окончил Тринити Колледж в Дублине.

## Политическая карьера
После поездки в Россию стал членом Палаты общин от Килдэра в 1847 году, так он занимал место в течение следующих четырёх лет, потом с 1852 по 1857 года он представлял Колрейн, а с 1857 по 1868 — Кокермут. Он трижды в 1852, 1858 и 1856 годах назначался главным секретарем Ирландии, а в 1869 году он стал четвёртым генерал-губернатором Индии. Он укрепил границы Индии и реорганизовал финансовую структуру страны. Он также очень многое сделал для улучшения сельского хозяйства и железнодорожного транспорта. Он основал Мейо-колледж в Аджмере, ориентированный на европейскую культуру, для молодых индийских руководителей.

## Убийство
Во время посещения поселения Порт-Блэр на Андаманских островах с целью проверки он был зарезан Шером Али, пуштунским осужденным. Его убийство, как оказалось, было мотивировано всего лишь чувством несправедливости собственного осуждения. Тело Бурка было перевезено домой и захоронено в разрушенной средневековой церкви в Джонстауне недалеко от его дома.
В 1873 году только что открытый новый вид бабочки-парусника был назван в честь последнего графа Papilio mayo. Традиционный ирландский марш «Лорд Мейо»(«Tiagharna Mhaighe-eo») также был назван в его честь. По легенде он был исполнен арфистом Дэвидом Мерфи для успокоения Ричарда после того, как он разозлился на него.
19 августа 1875 года в городе Кокермуте посреди главной улицы был открыт памятник лорду Мейо. На открытии присутствовал сын Ричарда, 7-й граф Мейо — Дермонт Бурк, британский дипломат Фрэнсис Нейпир, епископ Карлайла Харви Гудман и Генри Лоутер, 3-й граф Лонсдейл. Статуя из сицилийского мрамора изображает лорда в вице-королевском наряде и стоит до сих пор.

## Семья
31 октября 1848 года лорд Мейо был женат на Бланш Джулии Уиндем (21 ноября 1826 — 31 января 1918), дочери 1-го Джорджа Уиндема, 1-го барона Ликонфилда (1787—1869) и Мэри Фанни Блант (? — 1863). У супругов было шестеро детей:
- Леди Ева Констанс Алин Бурк (7 — 19 января 1940)
- Дермот Роберт Уиндем Бурк, 7-й граф Мейо (2 июля 1851 — 31 декабря 1927). старший сын и преемник отца.
- Капитан Достопочтенный Сэр Морис Арчибальд Бурк (22 декабря 1853 — 16 сентября 1900)
- Достопочтенный Элджернон Генри Бурк (31 декабря 1854 — 7 апреля 1922)
- Леди Флоренс Бланш Бурк (16 августа 1861—1953)[4]
- Достопочтенный Теренс Теобальд Бурк (2 апреля 1865 — 13 мая 1923)[4].